# Chromonephthea cobourgensis
Chromonephthea cobourgensis är en korallart som beskrevs av van Ofwegen 2005. Chromonephthea cobourgensis ingår i släktet Chromonephthea och familjen Nephtheidae. Inga underarter finns listade i Catalogue of Life.